# 文末助詞
文末助詞 (ぶんまつじょし)、文末詞 (ぶんまつし)、あるいは終助詞 (しゅうじょし、英: sentence-final particle, utterance-final particle, final particle) は、助詞の一種であり、文ないし発話の末尾に現れて、種々の談話的・語用論的機能 (疑問・命令・モダリティ・証拠性等) を標示する。東アジアや (シンガポール英語のような混合言語を含む) 東南アジアの言語に広く見られる地域特徴である。
日本の国語学においては専ら「終助詞」と呼ばれる。現代日本語 (標準語) の代表的な終助詞としては、「よ」「ぞ」「ね」「な」「か」等が挙げられる。
中国語学では「語気助詞」と呼ばれ、標準中国語には疑問を表す「嗎 (ma)」や、確認や念押し等を表す「呢 (ne)」のほか、推量や提案等を表す「吧 (ba)」といった形式が見られる。広東語には更に多くの文末助詞が存在する。
ベトナム語の文末助詞には、親しい相手に向けて軽い驚きを示すàや、敬意を表すạ、「親しく強調の意を示す」chứなどがある。
文末助詞の存在は、ヨーロッパの言語をはじめ、他地域でも報告されている。英語のthoughやbut、フィンランド語のmutta「でも」やja「そして」は、文末助詞としても使われる接続詞の例である。
本記事では、主にアジアの言語における文末助詞について、その文法上及び意味上の特質を概説する。

## 形式上の特質
文末助詞に典型的な音韻論上の特徴として、以下のものが挙げられる。
- 単音節から成る。
- 声調や強勢のような韻律的要素を欠く。

また、形態論・統語論的に、文末助詞は以下の性質を持つことが多い。
- 品詞を問わず、様々な要素に後続する。
- 拘束形態素であり、他の語を伴わず単独で用いられることがない。
- 「文」の末尾に現れる。

### 単音節性
東南アジアの言語には、語が一つの音節のみから成る傾向が見られる。日本語のように単音節的でない言語においても、文末助詞に関しては単音節のものが少なくない。ただし、満州語のdabalaのように、言語によっては2音節以上から成る文末助詞も存在する。満州語を含むツングース諸語では3音節の文末助詞が珍しくない。
tere
これ
min-i
私-GEN
waka
間違い
dabala.
FP
「これは勿論、私の間違いだ」(Gorelova 2002: 371)
また、一文の中で複数の文末助詞が使用される場合もある。以下の広東語の文では、添加を表す「添 (tìm)」に、「嘅 (ge)」「喇 (la)」「喎 (wo)」という3つの文末助詞が更に連続している。
Kéuih
彼/女
ló-jó
とる-PFV
daih
第
yat
一
mìhng
名
tìm
も
ge
FP
la
FP
wo.
FP
「あいつ、一位まで取っちゃってるんよな。」(Matthews and Yip 1994)

### 韻律
通常、文末助詞は韻律上、先行要素に従属しており、両者の間にポーズが置かれることはない (アステリスクは文法的に非適格な文を表す)。
*Chanto kikoeta, yo.
「*ちゃんと聞こえた、よ。」(Iida 2018: 69)
広東語では「係咪 (hai6mai6)」という形式が疑問文の「タグ」として文末に現れうるが、これはポーズ挿入が可能であるため文末助詞とは形式上区別される。
*Daai6gaa1
皆
dou1
全て
teng1 dou2,
聴-倒
laa1.
FP
「皆さん、全部聞こえましたね？」(Iida 2018: 68)
Daai6gaa1
皆
dou1
全て
teng1 dou2,
聴-倒
hai6mai6?
FP
「皆さん、全部聞こえましたね？」(Iida 2018: 68)
声調のような超分節的特徴が、文末助詞において区別されなくなる場合もある。例えば、標準中国語の文末助詞は通常、四声のいずれでもない「軽声」として発音される。
nĭ
あなた
chī
食べる
fàn
飯
le
FP
ma?
FP
「もうご飯食べた？」(Panov 2020: 27)
一方、超分節的特徴が文末助詞の持つ機能の区別に関与する場合もある。例えば、広東語では低昇調の「喎 (wo5)」が伝聞という間接証拠性を表すのに対し、中平調の「喎 (wo3)」は情報の特筆性を、低降調の「喎 (wo5)」は新情報の発見を表す (ミラティビティ)。
日本語においても、文末助詞の意味はイントネーションの種類や促音・長音の有無によって変化しうる。
- 「来るなっ⤵」(命令)
- 「来るな？⤴」(念押し)
- 「来るなぁ」(感嘆)

### 拘束性
感動詞と異なり、文末助詞はふつう単独では現れない。例えば、ブリヤート語の文末助詞daaは、常に何らかの先行要素を伴う。
hain
良い
daa.
FP
「ありがとう (＝良いね)」(Panov 2020: 25)
*daa
FP
ただし、これには例外もある。例えば、聞き手に対する敬意を示すタイ語のครับ (kráp) やค่ะ (khâ) は、単独で用いて丁寧な応答も表せる。

### 出現位置
動詞などに付く接辞と異なり、文末助詞は先行要素として必ずしも特定の品詞を要求するわけではない。日本語や韓国語のようなSOV型語順の言語でも、漢語やタイ語のようなSVO型でも、基本的には文の末尾に現れる。
klàp
帰る
bâan
家
khâ
FP
「家に帰ります。」(Smyth 2002: 126)
chəən
どうぞ
nâŋ
座る
sí
FP
khâ
FP
「どうぞお座りください。」(Smyth 2002: 135)
sawàtdii
サワッディー
khâ
FP
「こんにちは。(＝吉祥です)」
ただし、言語によっては文の途中に現れうる「文末助詞」も存在する。例えば、広東語において、疑問文やその答えの語気を和らげるために文末で使用される「呀 (a)」には、文中の名詞句の末尾に付いて話題や列挙を表す用法も見られる。
Yīnggwok
英国
a,
FP
Fāatgwok
フランス
a,
PRT
douh-douh
ところ-ところ
dōu
全て
leng.
美しい
「イギリスもさ、フランスもさ、 素敵なところばかりだよ。」(Matthews and Yip 1994: 341)

## 意味上の特質
文末助詞の中には、平叙文・疑問文・命令文といった特定の文のタイプや発話行為と結びついたものがある。また、モダリティ・証拠性・ミラティビティ・アロキュティビティ・敬語といった文法機能に関わる文末助詞も存在する。

### 書籍・論文
- 飯田, 真紀『広東語の文末助詞』（Ph.D 文学 甲第19838号論文）東京大学、2005年。 NAID 500000339853。2024年6月11日閲覧。

- 井上, 優 著「終助詞」、木部, 暢子 編『明解方言学辞典』三省堂、2019年、80頁。ISBN 9784385135793。

- 春日悠生『日本語終助詞・文末表現の意味記述：発話行為・相互行為の観点から』京都大学〈博士(人間・環境学) 甲第23274号〉、2021年。doi:10.14989/doctor.k23274。hdl:2433/263735。 NAID 500001461982。2024年6月11日閲覧。

- Enfield, N. J. (2018). Mainland Southeast Asian Languages: A Concise Typological Introduction. Cambridge: Cambridge University Press. doi:10.1017/9781139019552. ISBN 9781139019552

- Goddard, Cliff (2005). The Languages of East and Southeast Asia:An Introduction. Oxford: Oxford University Press. ISBN 978-0-19-924860-5

- Gorelova, Liliya (2002). Manchu Grammar. Leiden, Boston & Köln: Brill. ISBN 978-90-04-12307-6

- Hancil, Sylvie; Post, Margje; Haselow, Alexander (2015). “Introduction: Final particles from a typological perspective”. In Sylvie Hancil , Alexander Haselow and Margje Post. Final Particles. Berlin: De Gruyter. pp. 3-36. doi:10.1515/9783110375572-001

- Iida, Maki (2018). “Sentence-final particles in Cantonese and Japanese from a cross-linguistic perspective [言語横断的視点から見た広東語と日本語の文末助詞]”. メディア・コミュニケーション研究 (北海道大学大学院メディア・コミュニケーション研究院) 71:  65–93. hdl:2115/68784. ISSN 1882-5303 2024年6月11日閲覧。.

- Matthews, Stephen; Yip, Virginia (1994). Cantonese: A Comprehensive Grammar. London: Routledge. ISBN 0-415-08945-X

- Panov, Vladimir (2020). “Final particles in Asia: Establishing an areal feature”. Linguistic Typology 24 (1):  13–70. doi:10.1515/lingty-2019-2032. ISSN 1613-415X.

- Smyth, David (2002). Thai. London and New York: Psychology Press. ISBN 0-415-22614-7

- Thompson, Laurence C (1965). A Vietnamese Grammar. Seattle: University of Washington

- Thompson, Sandra A.; Suzuki, Ryoko (2012). “The Grammaticalization of final particles”. In Bernd Heine and Heiko Narrog. The Oxford Handbook of Grammaticalization. Oxford: Oxford University Press. pp. 668–680. doi:10.1093/oxfordhb/9780199586783.013.0055. ISBN 978-0-19-958678-3

### ウェブサイト
- “語気助詞の“吧””. 東京大学言語モジュール 中国語 文法モジュール. 2024年4月6日閲覧。
- “文末詞”. 東京大学言語モジュール ベトナム語 文法モジュール. 2024年4月6日閲覧。